# Municipio de Cedar Falls (Iowa)
El municipio de Cedar Falls (en inglés: Cedar Falls Township) es uno de los diecisiete municipios ubicados en el condado de Black Hawk en el estado estadounidense de Iowa. En el año 2000 el municipio tenía una población de 325 habitantes y una densidad poblacional de 6,5 personas por km².

## Geografía
El municipio de Cedar Falls se encuentra ubicado en las coordenadas 42°32′N 92°32′O / 42.53, -92.53.